# Rada departamentalna Gwadelupy

## Chronologiczna lista przewodniczących

### Rada generalna
| #   | Imię i Nazwisko                | Kadencja             | Kadencja             |
| #   | Imię i Nazwisko                | Od                   | Do                   |
| --- | ------------------------------ | -------------------- | -------------------- |
| 1   | Joseph Pitat (1908–1969)       | 17 listopada 1945    | 12 października 1949 |
| 2   | Furcie Tirolien (1886–1965)    | 12 października 1949 | 19 września 1950     |
| 3   | Henri Rinaldo (1909–1985)      | 19 września 1950     | 17 października 1951 |
| 4   | Omer Ninine                    | 17 października 1951 | 17 listopada 1952    |
| 5   | Adrien Bourgarel               | 17 listopada 1952    | 1953                 |
| -   | rada zniesiona                 | 1953                 | 14 listopada 1954    |
| 6   | René Toribio (1912–1990)       | 14 listopada 1954    | 20 listopada 1956    |
| (5) | Adrien Bourgarel               | 20 listopada 1956    | 2 grudnia 1957       |
| (3) | Henri Rinaldo (1909–1985)      | 2 grudnia 1957       | 3 października 1973  |
| 7   | Lucien Bernier (1914-1989)     | 3 października 1973  | 17 marca 1976        |
| 8   | Georges Dagonia (1930–2007)    | 17 marca 1976        | 28 marca 1979        |
| (7) | Lucien Bernier (1914-1989)     | 28 marca 1979        | 24 marca 1982        |
| 9   | Lucette Michaux-Chevry (1929-) | 24 marca 1982        | 25 marca 1985        |
| 10  | Dominique Larifla (1936-)      | 25 marca 1985        | 27 marca 1998        |
| 11  | Marcellin Lubeth (1922–)       | 27 marca 1998        | 23 marca 2001        |
| 12  | Jacques Gillot (1948–)         | 23 marca 2001        | 2 kwietnia 2015      |

## Rada departamentalna
| # | Imię i Nazwisko                 | Kadencja        | Kadencja |
| # | Imię i Nazwisko                 | Od              | Do       |
| - | ------------------------------- | --------------- | -------- |
| 1 | Josette Borel-Lincertin (1941–) | 2 kwietnia 2015 | nadal    |